# ヴラディミル・ヴァイス (1964年生のサッカー選手)
ヴラディミル・ヴァイス（Vladimír Weiss, 1964年9月22日 - ）は、スロバキア出身のサッカー選手、サッカー指導者。
息子のヴラディミル・ヴァイスもサッカー選手。

## 経歴
チェコスロバキア代表として19キャップ、スロバキア代表として12キャップを記録。チェコスロバキア代表として1990 FIFAワールドカップに出場した。
FCアルトメディア・ブラチスラヴァの監督として2004-05シーズンのツォルゴン・リーガに優勝し、2005-06シーズンのUEFAチャンピオンズリーグではグループステージへと導いた。2006年2月から2007年6月まではロシアのFCサトゥルン・ラメンスコーエの監督を務めた。このとき彼は前クラブから数人のスロバキア人選手を連れて行った。2007年6月にアルトメディアに復帰。
2008年からスロバキア代表監督に就任し、2010年のワールドカップ・南アフリカ大会の予選をグループ3の首位で終え、分離独立後初の本大会出場へと導き、本大会ではチームをベスト16に進出させた。しかし、UEFA EURO 2012予選ではグループBで4位となり予選敗退となったことで、2012年1月に代表監督を退任することを表明した。
2012年にカザフスタンのアルマトイをホームとするFCカイラトの監督に就任し、2015年11月まで務めた。
2016年5月からはジョージア代表の監督に就任し、2020年11月まで務めたが、UEFA EURO 2020本大会に導くことができなかった。
2021年からは息子が所属するスロバン・ブラチスラバの監督に復帰した。

## 代表歴

### 出場大会
- チェコスロバキア代表
  - 1990 FIFAワールドカップ
- スロバキア代表

### 試合数
- 国際Aマッチ 19試合 1得点（チェコスロバキア、1988年-1990年）[2]
- 国際Aマッチ 13試合 1得点（スロバキア、1993年-1995年）[2]

| チェコスロバキア代表 | 国際Aマッチ | 国際Aマッチ |
| 年                   | 出場        | 得点        |
| -------------------- | ----------- | ----------- |
| 1988                 | 6           | 1           |
| 1989                 | 5           | 0           |
| 1990                 | 8           | 0           |
| 通算                 | 19          | 1           |

| スロバキア代表 | 国際Aマッチ | 国際Aマッチ |
| 年             | 出場        | 得点        |
| -------------- | ----------- | ----------- |
| 1993           | 1           | 0           |
| 1994           | 8           | 1           |
| 1995           | 4           | 0           |
| 通算           | 13          | 1           |

## タイトル
アルトメディア
- ツォルゴン・リーガ : 2004-05, 2007-08
- スロバキア・カップ : 2003-04, 2007-08

カイラト
- カザフスタン・カップ : 2014, 2015